# Gerald Calderon
Pour les articles homonymes, voir Calderon.
Gerald Calderon, né le 29 décembre 1926 à Paris et mort le 2 novembre 2014 dans la même ville, est un réalisateur, producteur et acteur français.

## Biographie
En 1960, Gérald Calderon dirige et préside les Studios de Billancourt. En 1981, il prend la direction de l'Union pour le financement du cinéma et de l'audiovisuel (UFCA). En 1985, il devient président de Télé-Image.
Il est membre du jury du festival de Cannes 1987.
En 1994, il est à la tête de la société Teletota avant de devenir président du groupe Eclair en 1995 (anciennement Groupe GIE Tectis). Il entreprend alors une restructuration profonde du groupe jusqu'en 2008.
Il est le demi-frère aîné de Michael Lonsdale. Parmi ses ancêtres, on compte le peintre anglais Philip Hermogenes Calderon.

## Filmographie

### 15 épisodes
1. 1976 : Insomnie (Documentaire épisode 1)
2. 1976 : La forêt (Documentaire épisode 2)
3. 1976 : La coiffure (Documentaire épisode 3)
4. 1976 : Un Panda (documentaire  épisode 4)
5. 1976 : Le Lapin (Documentaire épisode 5)
6. 1976 : L'abeille (Documentaire épisode 6)
7. 1976 : Le mouton (Documentaire épisode 7)
8. 1976 : Le canard (Documentaire épisode 8)
9. 1976 : Le monstre (Documentaire épisode 9)
10. 1976 : L'école (Documentaire épisode 10)
11. 1976 : Le lion (Documentaire épisode 11)
12. 1976 : Le mer (Documentaire épisode 12)
13. 1976 : Le neige (Documentaire épisode 13
14. 1976 : Le Cheval (Documentaire épisode 14)
15. 1976 : Le animaux (Documentaire épisode 15)

### Comme scénariste
- 1967 : Méli-mélodrame de Gérald Calderon (court métrage)
- 1971 : La Grande Paulette de Gérald Calderon
- 1978 : Le Risque de vivre de Gérald Calderon (documentaire)
- 1992 : Les Contes sauvages de Gérald Calderon (documentaire)
- 1997 : Attaville, la véritable histoire des fourmis de Gérald Calderon (documentaire)
- 2001 : Origine océan de Gérald Calderon (documentaire)

### Comme acteur
- 1976 : Un éléphant ça trompe énormément d’Yves Robert
- 1983 : Garçon ! de Claude Sautet
- 1984 : Le Jumeau d'Yves Robert
- 1989 : Lacenaire de Francis Girod
- 1996 : Tortilla y cinema de Martin Provost

## Distinctions
- 1980 Grand Prix de la Commission supérieure technique du cinéma pour Le Risque de vivre[3]